# Fascicul ionic

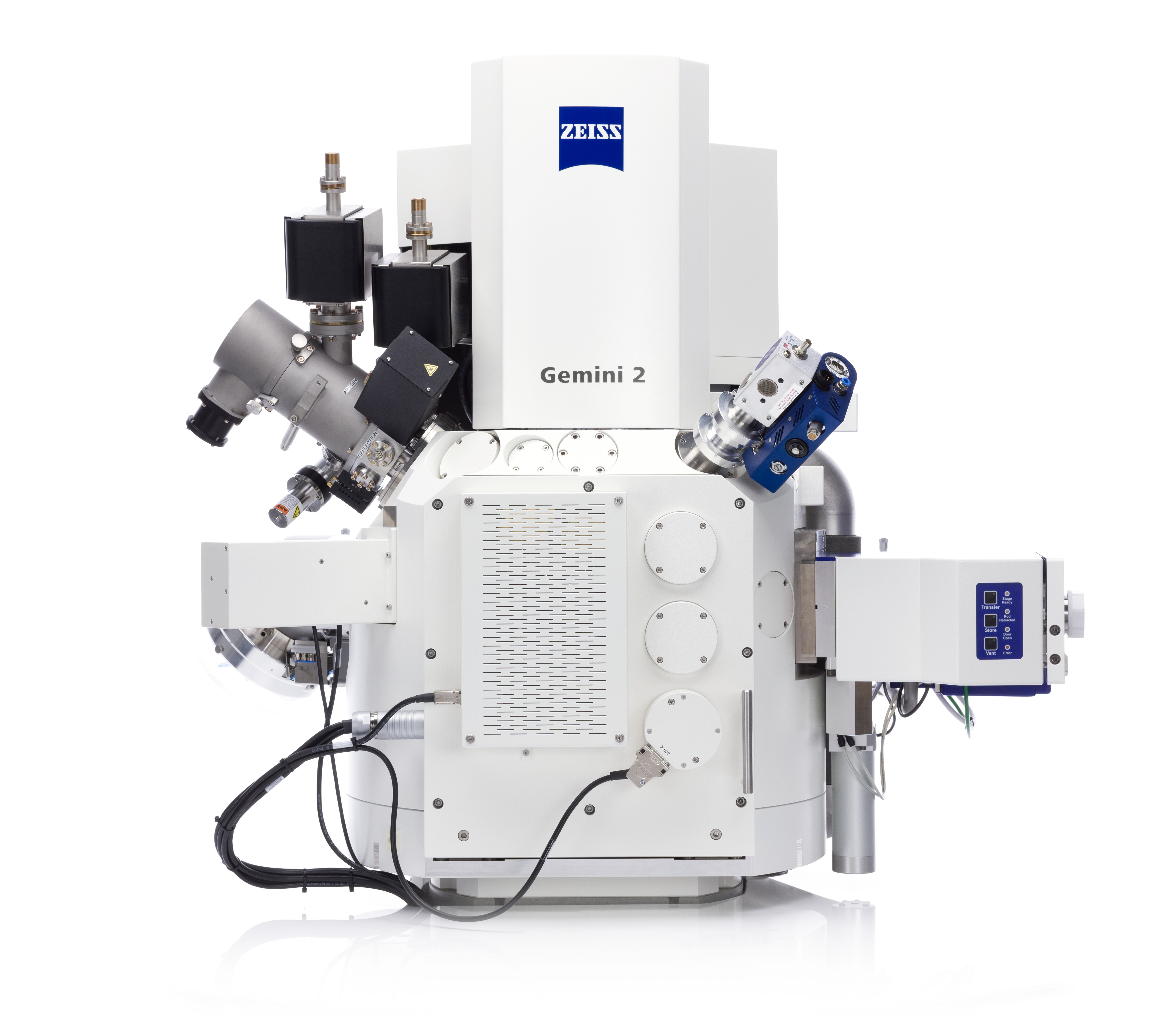
Carl Zeiss Crossbeam 550

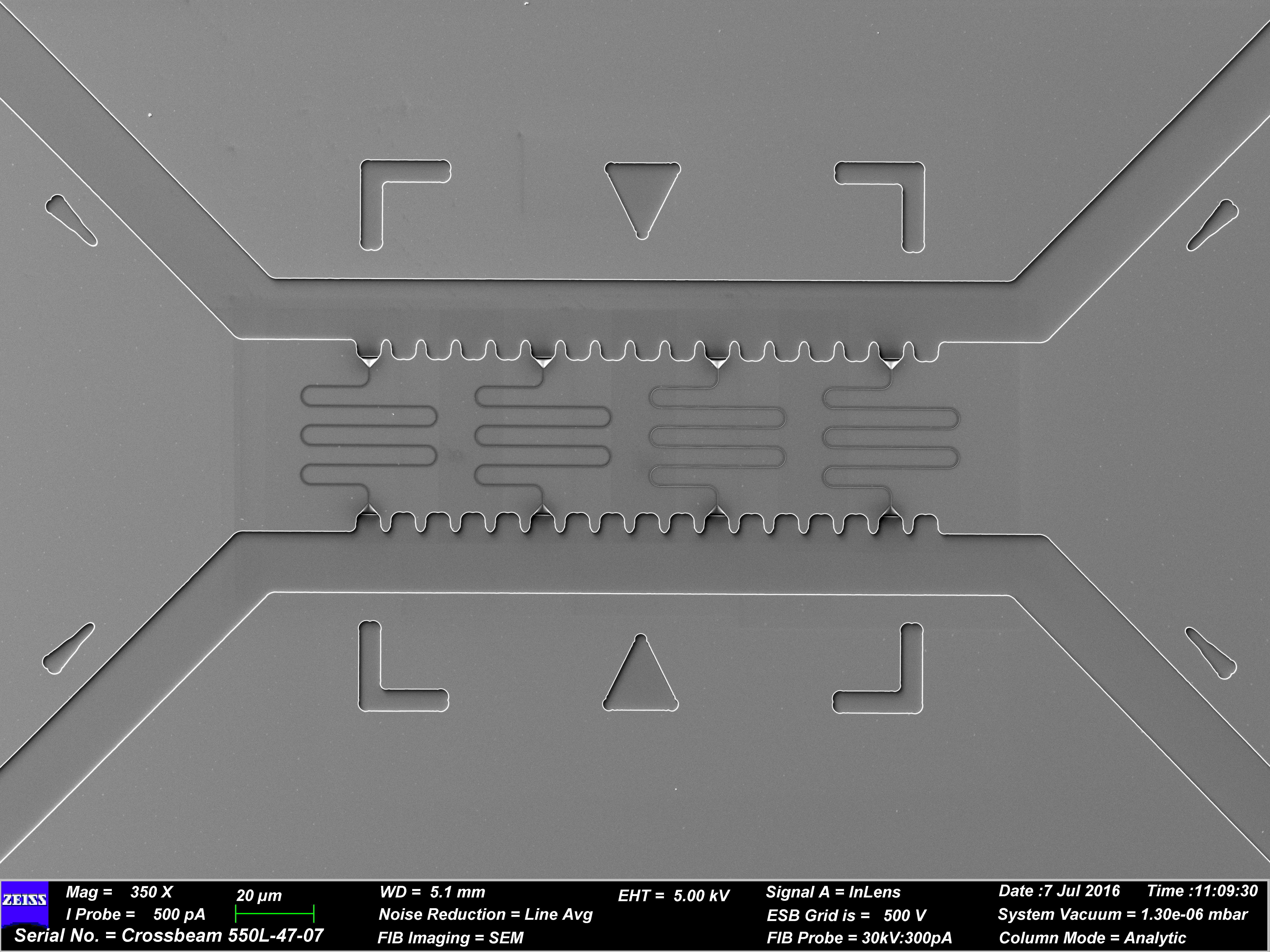

Fasciculele ionice sunt fascicule de particule încărcate electric compuse din ioni în mișcare.